# Wadi al-Hitan
Wadi al-Hitan (valdalen) ligger i guvernementet Faijum i västra Egypten, cirka 150 km från huvudstaden Kairo. Området är 1759 km² stort och blev 1989 både ett skyddat område och klassat som ett nationellt naturarv. Sedan 2005 är området klassat som ett världsarv.
Valdalen har, som namnet antyder, en enorm mängd fossil av de allra första valarna. Dalen betyder mycket för forskningen kring evolutionen då den visar det sista steget mellan ett landlevande däggdjur och ett däggdjur till havs. Förutom valskelett hittades hajtänder, samt rester av koralldjur och musslor.

## Historia
Det första fossila skelettet hittades vintern 1902–1903. Lämningarna visar den typiska strömlinjeformade kroppsformen som dagens valar har, dock med några primitiva aspekter vad gäller skallen och tandstrukturer. Det största skelettet som hittats är uppemot 21 meter långt, med välutvecklade femfingrade fenor på frambenen och den oväntade närvaron av bakben, fötter och tår, inte kända tidigare i några som helst archaeoceti. Deras form var ormliknande och de var köttätare. Ett fåtal av dessa skelettben ligger synliga men de flesta är ligger ytligt begravda i sediment, långsamt avtäckta genom erosion. Wadi al-Hitan ger bevis för miljoner års kustnära marint liv.

## Växter och djur
I Wadi al-Hitan finns även 15 ökenväxtarter, sanddyner och omkring 15 olika vilda däggdjur, däribland den nordafrikanska schakalen, rödräv, faraokatt, Falbkatt och Dorkasgasell. Andra djur som attraheras av sjöarna vid Wadi El-Rayan är 19 reptilarter och 36 arter av häckande fåglar.

## Turism
Endast ett tusental besökare per år åker till Wadi al-Hitan med fyrhjulsdrivna bilar då vägen dit går ute i det omarkerade ökenområdet. Besökarna är till större delen utlänningar som vanligen campar i dalen under vinterveckorna. Då Wadi al-Hitan ligger inom Wadi El-Rayans skyddsområde, gäller samma skydds- och skötselplan och innebär att besökare endast kommer med förarrangerade guidade turer längs en bestämd rutt. Hållbar turism har börjat utvecklas och växer i området, och fyrhjulsdrift kan alternativt ersättas med fotvandring eller kamelturer.
Dalen ligger bakom ett berg, känt som Garet Gohannam, gara (arabiska: قارة) betyder kulle eller berg och garet gohannam betyder helvetesberget. I solnedgångens ljus, verkar berget stå i brand med en kuslig röd nyans.
Egyptens regering har gjort gällande att ett par bilar drivna av belgiska diplomater körde in i skyddszonen i området i juli 2007 och orsakade förstörelse till ett värde av 325 000 USD. Belgiens regering har sagt att ingenting förstörts. Saken är ännu inte löst.. 